# Rhopalopilia hallei
Rhopalopilia hallei là một loài thực vật có hoa trong họ Opiliaceae. Loài này được Villiers miêu tả khoa học đầu tiên năm 1971.